# 阿扁與阿珍
《阿扁與阿珍》（英語：Ah Bian and Ah Jane）為2000年三立台灣台八點檔連續劇，協信傳播製作，自2000年5月22日起於2000年8月8日結束，共57集，題材取自當時甫上任的總統陳水扁及其夫人吳淑珍的結識過程，本劇也是三立台灣台八點檔第一部大戲。

## 播出時間
- 三立台灣台：2000年5月22日～8月7日，週一至週五晚間20:00～21:00首播，2000年8月8日（大結局）在20:00～20:15播出。
- 三立台灣台：2001年4月4日～6月20日，週一至週五下午17:00～18:00播出。
- 三立台灣台：2002年2月27日～5月23日，週一至週五下午17:00～18:00播出。

## 演員名單
- 陳昭榮飾陳阿扁
- 李淑楨飾吳寶珍
- 王瞳飾幼年吳寶珍
- 龍劭華飾陳朝金
- 李蕙瑛飾陳李慎梅
- 方岑飾吳王月霞
- 秦楊飾周勇
- 蘇炳憲飾江明陽
- 林誠飾方文豪
- 陳仙梅飾高玉瑩
- 鄭仲茵飾翁卓英
- 林安迪飾徐金旺
- 苗可麗飾林雅倩
- 陳小菁飾李羨如
- 何依霈飾吳奕霏

## 主題曲
片頭曲
1. 〈雨夜花〉（2000年5月22日-2000年8月8日）
作詞：周添旺，作曲：鄧雨賢，主唱：秀蘭瑪雅、孫淑媚

片尾曲
1. 〈望郎早歸〉（2000年5月22日-2000年8月8日）
作詞：陳志生，作曲：日本曲，主唱：秀蘭瑪雅

## 話題
- 由於《阿扁與阿珍》有吳寶珍「倒追（即女性向男性求愛）」陳阿扁的片段，吳淑珍趕緊公開澄清：「我沒有倒追阿扁！」之後，《阿扁與阿珍》每一集結尾必定註明「本劇純屬戲劇創作」。
- 2000年9月1日，三立文化出版《阿扁與阿珍》小說版（協信傳播編劇小組原著劇本，馬琇芬改編，ISBN 9573076209），隨書贈送秀蘭瑪雅主唱的《阿扁與阿珍》主題曲原聲帶CD（市面無售）。

## 電視節目的變遷
| 三立台灣台 每週一至週五 20:00 - 21:00              | 三立台灣台 每週一至週五 20:00 - 21:00              | 三立台灣台 每週一至週五 20:00 - 21:00             |
| -------------------------------------------------- | -------------------------------------------------- | ------------------------------------------------- |
|                                                    | 阿扁與阿珍 （2000年5月22日－2000年8月8日）         |                                                   |
| —                                                  | 伴阮過一生 （2000年8月8日－2000年10月26日）        |                                                   |
| 週一～五17:00－18:00                               |                                                    |                                                   |
| 鐵獅玉玲瓏（重播） （2001年1月30日－2001年4月3日） | 阿扁與阿珍（重播） （2001年4月4日－2001年6月20日） | 九指新娘（重播） （2001年6月21日－2001年10月17日) |
| 週一～五17:00－18:00                               |                                                    |                                                   |
| 九龍傳說（重播） （2002年1月10日－2002年3月6日）   | 阿扁與阿珍（重播） （2002年3月7日－2002年5月23日） | 九指新娘（重播） （2002年5月24日－2002年9月19日)  |